# ディディエ・オヴォノ
ディディエ・ジャンヴィエ・オヴォノ・エバング（Didier Janvier Ovono Ebang 、1983年1月23日 - ）は、ガボン・ポールジャンティ出身のプロサッカー選手。ガボン代表。パリFC所属。ポジションは、ゴールキーパー。

## クラブ経歴
2009年6月22日、リーグ・アンのル・マンFCに移籍、2012年までの3年契約を結んだ。

## 代表歴
2003年からガボン代表に選出されている。
アフリカネイションズカップ2010では開幕戦のカメルーン戦でビッグセーブを連発し1-0の勝利に貢献した。
2017年5月、代表引退を表明。